# Шина управления

Системная шина в архитектуре фон Неймана.
- ЦП — центральный процессор.
- Память — оперативное запоминающее устройство (ОЗУ).
- Система ввода/вывода — другие устройства ввода-вывода.
- Шина управления.
- Шина адреса.
- Шина данных.
- Системная шина.

Ши́на управле́ния  (англ. Control bus) — в компьютерной архитектуре - компьютерная шина, по которой передаются сигналы, определяющие характер обмена информацией по магистрали. Сигналы управления определяют, какую операцию (считывание или запись информации из памяти) нужно производить, синхронизируют обмен информацией между устройствами и т. д.
Эта шина не имеет такой же чёткой структуры, как шина данных или шина адреса. В шину управления условно объединяют набор линий, передающих различные управляющие сигналы от процессора на все периферийные устройства и обратно. В шине управления присутствуют линии, передающие следующие сигналы:
- RD — сигнал чтения;
- WR — сигнал записи;
- MREQ — сигнал инициализации устройств памяти (ОЗУ или ПЗУ);
- IORQ — сигнал инициализации портов ввода-вывода.

Кроме того, к сигналам шины управления относятся: READY — сигнал готовности, RESET — сигнал сброса.